# San Pietro in Lamosa
Das ehemalige Kloster San Pietro in Lamosa befindet sich unmittelbar am nordwestlichen Ortsausgang von Provaglio d’Iseo in der italienischen Provinz Brescia. Es liegt auf einer kleinen Anhöhe über dem 350 Hektar großen Feuchtgebiet Torbiere del Sebino, einem ehemaligen Torfstich, der sich bis zum Ufer des Iseosees erstreckt und ihr den Namen gab.
Ursprünglich einige Jahrzehnte vorher als private Kirche erbaut, wurde das Zönobium von Provaglio im Jahr 1083 als Schenkung an Benediktiner der cluniazensischen Reform übertragen. 1535 wurde das Kloster von den Augustiner-Chorherren vom Lateran der Casa San Salvatore aus Brescia erworben, wodurch es die Funktionen als Pfarrkirche von Provaglio übernahm. 1783 wurde das ehemalige Kloster von einer privaten Familie erworben und ist, mit Ausnahme der Kirche, welche der Ortspfarrei übertragen wurde, bis heute in Privatbesitz.

## Geschichte

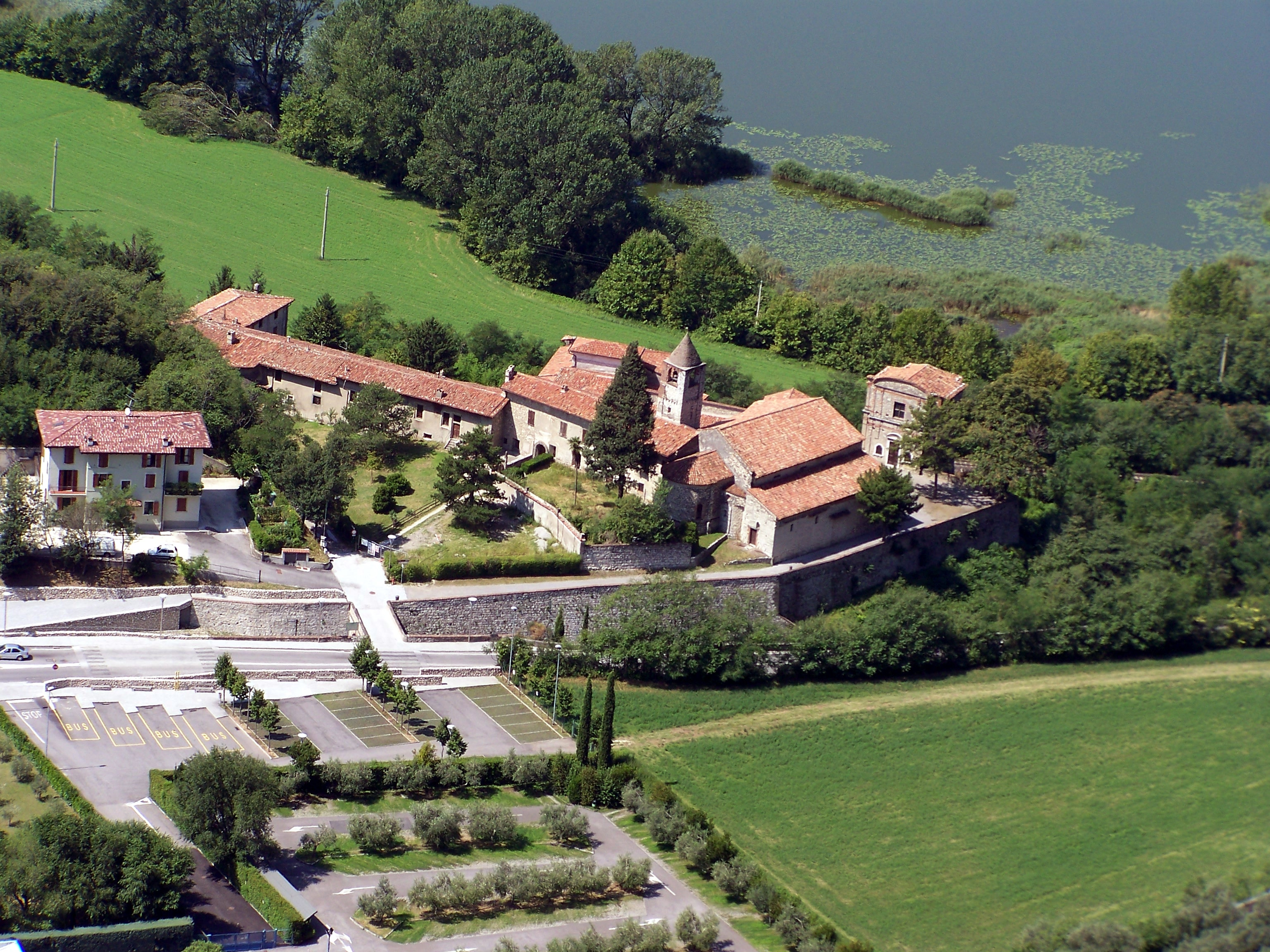
Luftaufnahme des Klosterkomplexes mit dem im Norden angrenzenden Feuchtgebiet

Man kann die Geschichte des Klosters in vier Etappen unterteilen:

### Der Zeitraum vor dem Jahr 1083
Die Geschichte des Ortes vor der Gründung des Klosters kann bis heute wegen des Fehlens von Belegen nicht genau eingeordnet werden. Ein Basrelief, das in die Wand der Loggia der an die Kirche angrenzenden Casa Bergomi eingemauert ist und das auf das 2.-3. Jahrhundert nach Christus datiert wurde, wurde als „Beweis“ für ein Heiligtum des Gottes Mithras auf dem Gelände des späteren Klosters gedeutet. Diese Hypothese gilt heute als widerlegt, da die Figur des Jünglings in nachdenklicher Haltung mit gekreuzten Beinen und phrygischer Mütze als Abbildung des Attis erkannt wurde. Dessen Kult, der auf einem Zyklus von Tod und Wiedergeburt in der Natur basiert, war in der Poebene weit verbreitet. Nach dem Zusammenbruch des römischen Reichs wurden unter der Herrschaft der Langobarden und der Franken im 7.-10. Jahrhundert weite Ländereien unter Klosterherrschaft gestellt. Die Gegend um Provaglio wurde den Benediktinern von San Salvatore und Santa Giulia in Brescia übertragen.
Die ersten verfügbaren Informationen über den späteren Klosterkomplex betreffen die Erbauung einer privaten Kirche durch die Familie de Ticengo, Lehensnehmer des Bischofs von Cremona, um die Mitte des 11. Jahrhunderts. Mit diesem Bau wollten die Auftraggeber zum einen ihren Status demonstrieren und im von Cremona weiter entfernt liegenden Lehen ein sichtbares Zeichen ihrer Autorität hinterlassen.

### Von 1083 bis 1535
Die Schenkung der privaten Kirche an die Benediktinermönche von Cluny am 6. Dezember 1083 erfolgte durch die Brüder Ambrogio und Oprando de Ticengo. Die Familie Ticengo hatte ihre Wurzeln in Bergamo, bevor sie ihre Aufmerksamkeit auf die Region um Cremona konzentrierte. Die Gründe, warum diese Feudalherren ihre Kirche abtraten, waren wohl vielfältig. Neben der Motivation, damit etwas für ihr Seelheil zu tun, sind auch politisch-wirtschaftliche Gründe denkbar, denn oft waren solche Schenkungen nur fiktiv und es erfolgte tatsächlich eine Gegenleistung in Geld.
Dieser Eigentumsübergang erfolgte zum Zeitpunkt einer außerordentlichen Expansion der cluniazensischen Reformklöster, die in der Lombardei einen erheblichen Zuwachs an Gründungen verzeichneten. Dieses Wachstum ist Resultat der Position, welche die Mönche in dem zu jener Zeit tobenden Investiturstreit einnahmen. Sie waren Gegner der zu jener Zeit dominierenden Fürstbischöfe, gegen die sich die weltlichen Feudalherren, der Papst, die aufstrebenden Bürger der Städte und auch der deutsche Kaiser verbündet hatten. Die cluniazensischen Mönche riefen laut nach einer „Reform der Kirche“ und einem nicht korrupten Klerus und waren so für die Feudalherren attraktive Empfänger ihrer Schenkungen. Der Status von San Pietro in Lamosa als autonomes Priorat mit den Dependenzen der Kirchen in Trigolo und Alfianello zwischen Brescia und Cremona wurde 1095 auf der Synode von Piacenza von Papst Urban II. in einer Bulle bestätigt. Die Zugehörigkeit dieser beiden Kirchen zu Cluny zeigt sich in ihren Patrozinien, die in beiden Fällen den Heiligen Hippolyt und Kassian zugeschrieben wurden. In späterer Zeit gehörten noch weitere Dependenzen zu San Pietro in Lamosa, welche vom Heiligen Stuhl nach und nach erworben worden waren. Im Jahre 1144 trat das Kloster in einem Vertrag zwischen dem Prior Ponzio und den Priestern der Pfarrkirche Sant’Andrea in Iseo diesen die Kirche San Gervasio in Clusane (seit 1927 Stadtteil von Iseo) im Austausch gegen eine jährliche an Cluny zu leistende Zahlung ab. Dieses geniale System erlaubte den Cluniazensern weiter eine indirekte Kontrolle über ihre Güter auszuüben und gleichzeitig der Ortskirche und dem Bischof ihre Rechte zuzugestehen. In gleicher Weise wurde 1154 die Kapelle Santa Maria in Pievedizio an die Pfarrei Azzano abgetreten. Der Vertrag wurde zwischen dem seligen Abt von Cluny, Petrus Venerabilis (Pierre Maurice de Montboissier) und den Klerikern der Pfarrei gegen die Zahlung von fünf Soldi geschlossen. Der Vertrag wurde in der Folgezeit durch wiederholte wirtschaftliche Forderungen des Priorats San Pietro im Auftrag der Mutterabtei von Cluny in Frage gestellt, weshalb 1161 Papst Alexander III. intervenierte und die Kapelle von den unrechtmäßigen Forderungen befreit. Seine Entscheidung wurde erst 1177 ratifiziert. Die lange Zeitdauer erklärt sich aus den Reibereien zwischen dem Papst und dem Abt von Cluny Hugo III., der den Gegenpapst Viktor IV. und Friedrich Barbarossa unterstützte, der seit Jahren einen erbitterten Kampf mit den Städten der Lombardei führte.
Die Informationen über San Pietro in Lamosa im 13. Jahrhundert stammen von den Visitatoren des Mutterklosters. Das Priorat bildet in diesen Berichten eine Ausnahme guter Verwaltung. Daraus geht auch hervor, wie die klösterliche Gemeinschaft in Provaglio organisiert und mit welchen Aufgaben sie betraut war. Das Personal bestand in der Regel aus drei Mönchen, die von Dienern oder Konvertiten unterstützt wurden, und einem „Commensal-Priester“, der mit der Seelsorge betraut war. Zu den grundlegenden Aufgaben gehörten das Stundengebet, die Gastfreundschaft und das Almosengeben.
Das erste Generalkapitel des Ordens, aus dem wir etwas über Provaglio erfahren, datiert von 1261 und gibt Zeugnis von einer schwierigen wirtschaftlichen Lage und dem Machtmissbrauch des Priors Johannes. Dieser hat Mönche ernannt, Schulden gemacht und Land des Priorats mit zu großer Leichtfertigkeit verpachtet. Die Situation erfährt eine Neubelebung mit der Ankunft eines neuen Priors 1270, der für einen Abbau der Schulden sorgt und ein angemessenes monastisches Leben sicherstellt. In den Folgejahren wird das Wirken des Klosters durch die ständigen Konflikte geschwächt, die der Krieg zwischen den Guelfen und Ghibellinen in der Umgegend von Brescia nach dem Sturz Karls I. von Anjou auslöst. Diese Spannungen verhindern die Teilnahme der Priore dieser Gegend an den Generalkapiteln und unterbinden auch die regelmäßigen Visitationen durch Abgesandte aus Cluny. Aus dieser bewegten Zeit stammt die erste verfügbare Rechnungslegung des Klosters San Pietro, datiert 1306, in der unter anderem eine Schuld von 40 kaiserlichen Lire erwähnt wird, die ein Giacomo Della Torre noch nicht beglichen hat. Abgesehen von der ernsten finanziellen Lage soll dieser Prior auch seine Hauptpflichten vernachlässigt und zugelassen haben, dass Gegenstände, die für die liturgische Feier unentbehrlich sind, entwendet wurden. Diese Pflichtvergessenheit führte zwei Jahre später zu dem schwerwiegenden Vorfall, dass er von einem Mönch mit der Waffe bedroht wurde. Aufgrund kriegerischer Auseinandersetzungen werden in der Folgezeit selbst die Mönche zeitweise gezwungen, sich an sichere Orte zu flüchten. Nach der Visistation von 1331, in der dem Kloster ein desaströser Zustand bescheinigt wird, wird der Kämmerer des Ordens mit der Lösung der Probleme beauftragt. Dies wurde 1342 erreicht, als die wirtschaftliche Situation vollständig wiederhergestellt war. Die nächsten 20 Jahre konzentrieren sich die Berichte ausschließlich auf die wirtschaftliche Lage des Klosters, bis 1366 die Gesamtverwaltung durch Prior Richard gelobt wird. Die Akten enden 1378 mit der Feststellung des schlechten Zustands der Klostergebäude, der jedoch durch die Fähigkeit des allein verbliebenen Priors, alle erforderlichen Aufgaben kompetent zu erfüllen, ausgeglichen werde.
In den Dokumenten mit Bezug auf das Kloster im 15. Jahrhundert taucht ein neuer Gesprächspartner auf, mit welchem das Kloster zu tun hat, nämlich die Republik Venedig. Tatsächlich bestätigt der Doge in einem Brief, datiert vom 16. September 1454, der Gemeinschaft von Provaglio die früher gewährten Freiheiten wegen ihrer Unterstützung der venezianischen Sache im Streit mit den Visconti  und später den Sforza. 1460 wird San Pietro in Lamosa, das auch das Priorat Santi Gervasio e Protasio in Clusane verwaltet, in einem Zensus aller cluniazensischen Besitzungen aufgeführt, während viele frühere Gemeinschaften der Provinz Brescia dort nicht mehr auftauchen. In der zweiten Hälfte des Jahrhunderts führt Papst Paul II. die Rückkehr aller Priorate in die Abhängigkeit des Apostolischen Stuhls durch die Kommende ein. Genau diese beiden Elemente – die Beziehung zu Venedig und die Einrichtung der Kommende – sind die Hauptthemen eines Schreibens des Dogen Pietro Mocenigo an den Podestà Luce Navacerio und den Hauptmann Luce Mauro vom 14. Februar 1474. Darin bringt das Oberhaupt Venedigs seine Solidarität mit den Einwohnern Provaglios zum Ausdruck und beklagt die Aneignung des Priorats durch Nicola Franco. Gleichzeitig drückt er sein Unbehagen über die Ernennung eines Kommendatars aus, durch den ihm der zur Zeit dort tätige Mönch entzogen werde. Ein Schreiben des Bischofsvikars von Brescia von 1476 informiert über die erfolgte Einsetzung eines ständigen Vikars im Kloster San Pietro, der dem Priester Battista de Portinalis unterstellt sei.

### Von 1535 bis 1786
1535 ist ein entscheidendes Jahr in der Geschichte des Klosters San Pietro in Lamosa denn die Verwaltung des gesamten Komplexes wechselt von der Abtei in Cluny zur Kongregation der Augustiner-Chorherrn vom Lateran. Die Übertragung erfolgte mit Zustimmung von Papst Paul III., der das Priorat von Provaglio d’Iseo zunächst Sebastiano Bonfigli Graziani übertrug, welcher es ablehnte, anschließend an Kardinal Alessandro Cesarini. Doch die Augustiner-Chorherrn erhoben Einspruch und verlangten die Vereinigung des Klosters von Provaglio mit ihrer Gemeinschaft San Giovanni Evangelista in Brescia. Die Entscheidung zu Gunsten dieser Gemeinschaft fiel im April 1536, wie auf einer Schrifttafel im Kreuzgang festgehalten ist. Am 17. April 1547 erließ Paul III. eine Bulle, in der er die Frage der Seelsorge im Kloster aufwirft. Nach dem Verzicht des Vikars von Provaglio war diese unverzichtbare religiöse Position ohne kompetente Besetzung. Die komplizierte Situation wurde durch das Ersuchen der Augustiner-Chorherrn, diese Verantwortlichkeit gegen „alle Einkünfte des Priorats“ zu übernehmen, aufgelöst.
Die Umwandlung in eine Pfarrkirche, welche vollständig in die kirchliche Verwaltung der Diözese Brescia integriert war, erfolgte in Übereinstimmung mit der vom Heiligen Stuhl auf dem Konzil von Trient erlassenen Weisung. Trotz des Widerstandes der neuen Besitzer gegen die Pastoralbesuche des Bischofs fand die erste dieser Visiten durch Bischof Domenico Bollani am 6. Oktober 1567 statt. Ihr folgten viele weitere, von denen die apostolische Visitation vom 7. März 1580 die wichtigste war. Diese nahm Ottaviano Abbiati de Foreriis an Stelle von Karl Borromäus vor, der von Papst Gregor XIII. durch einige Diözesen der Lombardei geschickt worden war, um deren Situation detailliert zu beurteilen und Strategien zur Lösung ihrer Probleme zu suchen.
Die Protokolle dieser Visitationen geben Aufschluss über verschiedene Neuerungen im Zusammenhang mit der neuen Funktion des Klosters als Pfarrkirche von Provaglio. Der Pfarrer bekam neue Aufgaben, wie die Planung des Religionsunterrichts und die Führung von Kirchenregistern. Daneben ist auch die Entstehung zweier wichtiger Bruderschaften zu erwähnen, derjenigen der Disciplini und derjenigen vom Allerheiligsten Altarsakrament, die im Klosterkomplex eigene Räume und Altäre erhielten.

### Von 1786 bis heute
In der zweiten Hälfte des 18. Jahrhunderts erreichte das Kloster den Tiefpunkt seiner Existenz, der mit der Entscheidung der Republik Venedig zusammenfiel, Klöster mit weniger als 12 Insassen aufzulösen und ihr Vermögen zu beschlagnahmen. So wurde das Kloster am 28. September 1786 an Giovanni Battista Agosti für den Preis von 17.000 Dukaten verkauft. Nach seinem Tod fiel es an die Familie Bergomi bzw. später Bonini-Bergomi, deren ununterbrochener Privatbesitz es bis heute geblieben ist. Dies führte als Reaktion der Bevölkerung von Provaglio zum Projekt des Baus einer eigenen Pfarrkirche im Zentrum des Ortes, welcher von 1792 bis 1816 dauerte.
So verlor San Pietro in Lamosa nach einer Übergangsphase 1827 endgültig seine Rolle als Pfarrkirche und wurde wieder zu einer Privatkirche. In seiner Umgebung wurden bis Mitte des 19. Jahrhunderts größere Wohngebäude angebaut bzw. restauriert. 1983 schenkte die Familie das Kirchengebäude der Pfarrei von Provaglio, während in den letzten Jahren der Saal der früheren Disciplini und einige angrenzende kleinere Räume der Stiftung Fondazione culturale San Pietro in Lamosa übertragen wurden. Dies geschah mit der Zielsetzung der Restaurierung und der Organisation kultureller Aktivitäten an diesem Ort alter klösterlicher Tradition.

## Architektonische Entwicklung
Der heutige Baukörper der Kirche von San Pietro in Lamosa ist das Ergebnis zahlreicher Veränderungen über einen sehr ausgedehnten Zeitraum hinweg. Um mit Sicherheit festzustellen, welche Form die Kirche ursprünglich hatte, musste bis 1988 gewartet werden. In diesem Jahr konnte eine Ausgrabung, geleitet von A. Breda, die Wahrheit ans Licht bringen und die Zweifel, welche sich über Jahre hinweg angehäuft hatten, beseitigen.

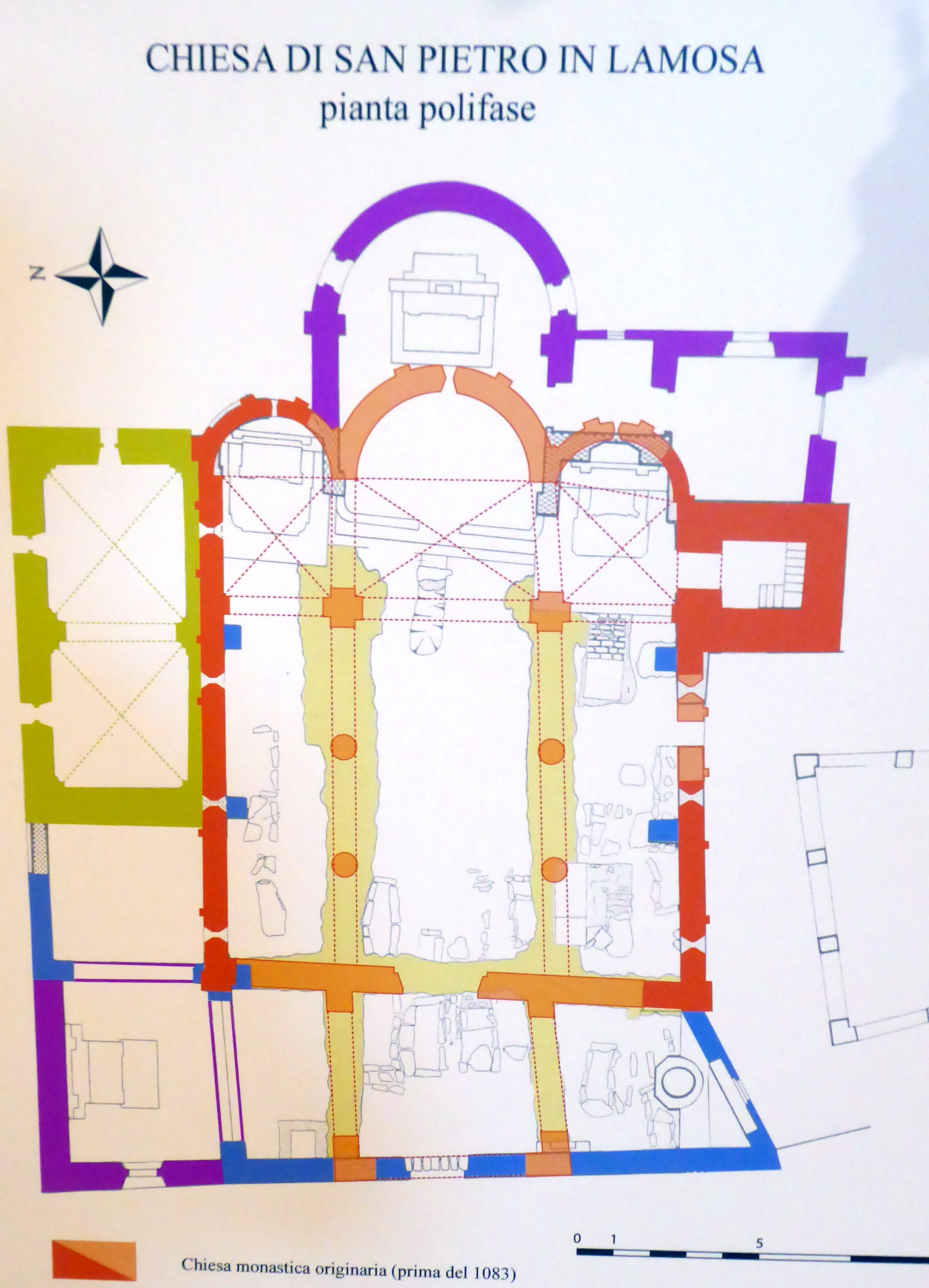
Bauphasen der ehem. Klosterkirche San Pietro in Lamosa
ursprünglich erbaute Kirche (vor 1083)
Gründungsfundamente dieser Kirche (Grabung von 1988)
angebaute Kapellen (Ende 12./Anfang 13. Jhdt.)
Erweiterungen des 15. Jhdts.
endgültige Bauform im 16. Jhdt.

Es wurden die Fundamente einer dreischiffigen romanischen Kirche mit drei halbrunden Apsiden unter dem heutigen Bauwerk aus dem 15. Jahrhundert freigelegt. Das auf jungfräulichem Boden errichtete Bauwerk war 8 Meter lang und sein Hauptschiff 5 Meter breit; die Kirche war also kürzer als heute, besaß aber vor der Fassade einen viereckigen Körper, worin ein Atrium oder Narthex zu erkennen ist. Sie wurde im Zeithorizont gleichalter cluniazensischer Stätten wie San Salvatore in Capo di Ponte, Sant'Egidio in Fontanella und San Giovanni in Vertemate con Minoprio errichtet. Es ist fast sicher, dass es sich bei der in der Gründungsurkunde erwähnten Kirche um die ausgegrabene Kirche handelt, von der die Apsis des nördlichen Seitenschiffs, die Nordwand und im Süden die Basis des Glockenturms erhalten sind.

„Ambrosius filius Teobaldi et Oprandus filius Alberti loco Ticingo donamus ecclesiam unam, que est in loco qui dicitur Provallio, et est consecrata in honore sancti Petri pro remedio animarum nostrarum et earum que ibi sepulte sunt vel sepeliende erunt.“

„Ambrosius, der Sohn Theobalds, und Oprandus, der Sohn Alberts, aus dem Haus Ticingo schenken eine Kirche, die sich an einem Ort genannt Provallio befindet und zu Ehren des heiligen Petrus geweiht ist, zum Heil unserer Seelen und derer, welche hier begraben sind oder begraben sein werden“

Diese Übereinstimmung widerlegt die Hypothese des Historikers Arthur Kingsley Porter (1883–1933), der den Campanile auf die Jahre um 1130 datierte. Interessant ist auch ein unterhalb des Daches wiedergefundenes Fresko des 13. Jahrhunderts von beträchtlicher Größe, das auf die ursprüngliche Außenfassade der Kirche gemalt wurde und das den hl. Christophorus zeigt, der das Jesuskind trägt. Dieses Bild sollte für die Reisenden sichtbar sein, die von der Straße von unterhalb des Klosters heraufkamen.
Durch die Zunahme der Bevölkerung, auch bedingt durch die kluge Bewirtschaftung des Bodens durch die Mönche des Priorats, wurde die ursprüngliche Kirche zu klein. So wurden zwischen 1150 und dem Anfang des 13. Jahrhunderts im Norden zwei Seitenkapellen hinzugefügt. Unter der östlichen wurde ein Kellerraum angelegt, zugänglich über eine Falltür aus Stein von Sarnico, der als Begräbnisstelle der Mönche vorgesehen war.
Dieser Grundriss hatte Bestand bis zum Übergang vom 14. zum 15. Jahrhundert, als er unter dem Einfluss der Bettelorden, insbesondere der Franziskaner-Minoriten der Pfarrei von Iseo, erneut verändert wurde. Im Auftrag der Familie Capitani wurde im Nordwesten eine dritte Seitenkapelle in gotischem Stil angefügt. Sie wird von einem Kreuzrippengewölbe aus Ziegelmauerwerk überdeckt. Dieser Anbau ging mit dem Abriss der bisherigen Kirchenwände einher, um Platz für eine Hallenkirche zu schaffen, die durch Spitzbögen jetzt in vier Schiffe unterteilt wurde, wobei die Bögen direkt die hölzerne Decke stützten.
Die letzten Änderungen ergaben sich in den ersten Jahrzehnten des 16. Jahrhunderts. Im Nordwesten wird die vierte Seitenkapelle, die des Allerheiligsten Sakraments, angebaut, der Chorraum mit der Zentralapsis wird verlängert und erhöht und die ursprüngliche Apsis des rechten Seitenschiffs wird in die Wand der neuen Sakristei integriert, die eine direkte Verbindung zum Chor erhält. Diese Arbeiten dauern von 1500 bis 1509, wie aus einem Dokument von 1845 hervorgeht. Darin heißt es, dass der Bau des Saals Maria Magdalena der Disciplini im Jahr 1509 zusammen mit der Sakramentskapelle abgeschlossen wurde.
Einige Jahrhunderte später wurde die Friedhofskapelle errichtet. Zu Beginn wurde sie selbst für Bestattungen genutzt, doch 1768 wurden die Arbeiten wieder aufgenommen, um sie in ein echtes Kirchengebäude zu verwandeln.

## Künstlerische Gestaltung
Im Laufe seiner langen Geschichte hat sich im Kloster San Pietro in Lamosa eine Vielzahl von Kunstwerken der Malerei angesammelt. Zwischen dem frühen 13. und dem 16. Jahrhundert erfuhr das Gebäudeensemble eine heterogene Ausschmückung, in der sich erhebliche Unterschiede im Hinblick auf die Zeit ihrer Entstehung, ihre künstlerischen Qualität und die Einflüsse anderer künstlerischer Sichtweisen auf die hier gestalteten Werke zeigen.
In der erhaltenen Ikonographie des Klosters zeigt sich der wichtige Einfluss der franziskanischen Bewegung in dieser Gegend, welcher sich in den wiederholten Abbildungen von Heiligen zeigt, die mit ihr stark verbunden sind. Zu diesen gesellen sich Bildwerke aus dem Leben Mariens oder Jesu, ohne den bemerkenswerten Eindruck gering zu schätzen,  den die angebliche tragische Episode des seligen Simon von Trient in den Vorstellungen der Volksfrömmigkeit hinterlassen zu haben scheint. Diese Tatsache wird durch die Menge der Fresken, die ihm gewidmet sind, belegt sowie durch den grausamen Realismus dieser Darstellungen.

### Die Kirche

#### Erste Seitenkapelle
Diese Kapelle aus der Phase der ersten Erweiterung der Kirche war in der Frühzeit des 12. Jahrhunderts mit monochromen, floralen Girlanden in einem rotbraunen Ton bedeckt. Hiervon sind Reste noch am Gewölbe sowie an der Nordostwand und dem unteren Teil der Nordwand zu sehen. Dieses Dekor scheint sich auf den ewigen Kampf zwischen den Mächten des Guten und des Bösen zu beziehen, symbolisiert durch die Löwenprotome, die auf dem Kämpfer des Rippengewölbes zu finden ist. Aus der gleichen Zeit stammen zwei Medaillons; im linken sind der Ordensgründer Benedikt von Nursia und der große Reformabt von Cluny, der hl. Hugo zu identifizieren.
Das Hauptwerk der darüberliegenden Schicht an Fresken zeigt eine thronende Madonna mit dem Jesuskind und vier Heilige bzw. Selige. Links von der Madonna erkennt man den sel. Simon von Trient und den hl. Benedikt, rechts von ihr die hl. Lucia von Syrakus und den hl. Stephanus. Dieses von der Familie Lissignoli in Auftrag gegebene Werk muss nach 1475, dem Jahr des angeblichen Martyriums des sel. Simon entstanden sein. Auf der Laibung des Bogens befinden sich zwei Gemälde: einmal das des hl. Antonius Abbas, zum anderen der hl. Sebastian mit einem hl. Bischof. Dieses letztere Gemälde ist mit 1514 datiert.

#### Zweite Seitenkapelle
In dieser Kapelle, auch als Cappella Pellegrini bezeichnet, lassen sich wenigstens drei unterschiedliche Malereiphasen ausmachen, von denen die erste von 1456, die zweite und die dritte bis zum Ende des 15. Jahrhunderts datieren. Das Altarfresko zeigt Antonius Abbas auf einem Thron zwischen Benedikt von Nursia und Petrus Martyr. Zu deren Füßen sind Mitglieder der Stifterfamilie Pellegrini abgebildet. Die Stifterinschrift nennt Alessandro Pellegrini di Martinengo als Stifter, dessen Sohn Johannes von 1454 bis 1461 Prior des Klosters war.
Im unteren Wandregister ist links eine Pietà zu sehen, die die Tradition der Vesperbilder von der Alpennordseite aufgreift. Rechts befindet sich eine Madonna mit dem Jesuskind, in der die meisterliche Schule des Brescianer Malers Bonifacio Bembo erkennbar ist. Aus derselben Werkstatt stammen auch die Bilder der Laibung, die den Apostel Petrus, die hl. Agatha, Petrus Martyr und eine Madonna mit Kind zeigen.

#### Dritte Seitenkapelle

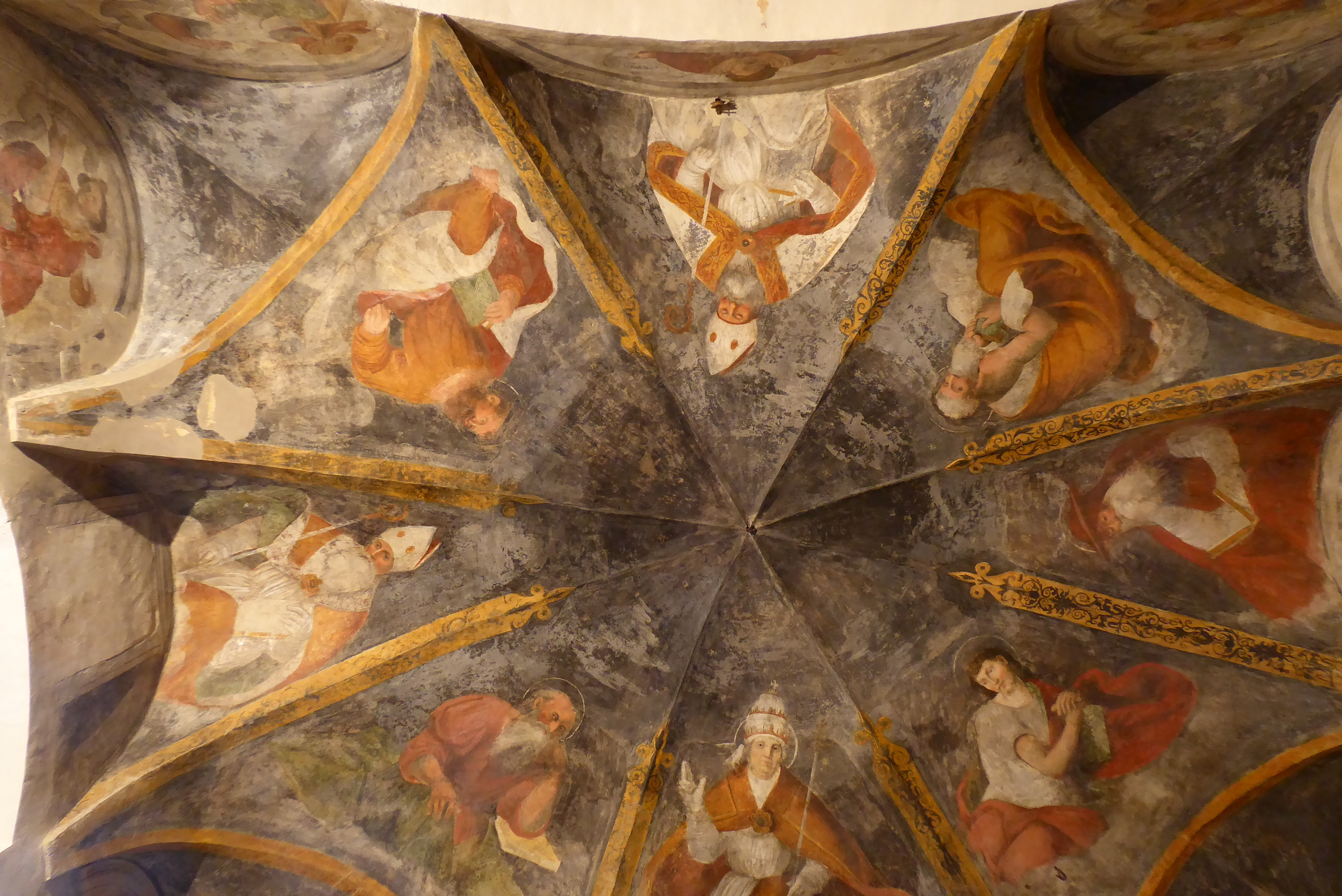
4. Seitenkapelle - Deckenfresko von Paolo da Caylina d. J. mit den lateinischen Kirchenvätern und den Evangelisten (vor 1555)

Diese Kapelle, deren Ausschmückung von Raffaele Capitani di Scalve am Ende des 15. Jahrhunderts in Auftrag gegeben wurde, zeigt als Hauptfresko einen gekreuzigten Christus zwischen den hll. Bernardino da Siena und Nikolaus von Tolentino. Raffaele Capitani verfügte in seinem Testament vom Juli 1508 in dieser Kapelle, wo schon die Überreste seiner Mutter ruhten, beigesetzt zu werden; sein Wappen findet sich links unten im  Fresko. Die Analyse der Maltechnik ergab Hinweise auf Einflüsse der Kupferstiche von Martin Schongauer und Albrecht Dürer auf den unbekannten lombardischen Maler.

#### Vierte Kapelle
Die westlichste Kapelle des Allerheiligsten Altarsakraments, deren Gestaltung Paolo da Caylina dem Jüngeren anvertraut und vor 1555 abgeschlossen wurde, zeigt Themen und Stilmittel des 16. Jahrhunderts. Das Werk erinnert an die brescianer Maler Vincenzo Foppa und Girolamo da Romano, genannt Romanino. Das Gewölbe der schirmförmigen Kuppel, die in acht Segmente unterteilt ist, schmückt Caylina mit Bildern der vier lateinischen Kirchenväter, die sich mit den vier Evangelisten abwechseln, die zehn halbkreisförmigen Lünetten mit Propheten und Sibyllen.

#### Die Pfeiler der linken Kirchenseite
Die Fresken, die die linke Seite des Kirchenschiffs schmücken sind durch ihre enge Datierung auf die letzten Jahre des 15. Jahrhunderts ebenso miteinander verbunden wie durch die Einheitlichkeit ihrer Ausführung. Dies macht die Annahme wahrscheinlich, dass es Werke ein und desselben Meisters sind. Dargestellt sind, beginnend am ersten Pfeiler neben der Apsis, der hl. Rochus, die hl. Lucia, der hl. Sebastian, ein heiliger Ritter (datiert 1493), eine Madonna mit dem Jesuskind und noch einmal der hl. Rochus.

#### Die Westwand der Kirche
Der Bilderzyklus auf dieser Wand ist aufgrund seines schlechten Erhaltungszustands schlecht zu erkennen. Man kann ihn links in zwei übereinander angebrachte Register unterteilen: im unteren ist der sel. Simon von Trient abgebildet, oben erkennt man drei unterschiedliche Motive, die alle auf 1497 datiert werden können. Es handelt sich um eine Geburt Jesu vor dem Hintergrund einer befestigten Stadt und einer Felsenlandschaft, eine hl. Lucia und eine Madonnendarstellung mit einer Inschrift, welche das Jahr der Ausführung und den Stifter, nämlich Gaspare de Bini aus Provaglio, angibt. Auf der rechten Seite sind über einer Nische nochmals eine Madonna mit Jesuskind und erneut die grausame Tötung des sel. Simon von Trient erkennbar, beide datierbar auf 1518.

#### Die Südwand der Kirche
An der rechten Seitenwand des Kirchenschiffs folgen unterschiedliche Fresken aufeinander, unterbrochen durch die Pfeiler der Gewölbejoche, die ebenfalls mit Gemälden unterschiedlicher Herkunft verziert sind. Im Fresko des ersten Jochs sind eine Madonna, ein Papst, ein Bischof und Adelige bei der Landarbeit zu erkennen, wobei die Erkennung eines Hauptthemas problematisch ist. Es könnte sich um eine Episode aus der Volksüberlieferung handeln oder einfach eine Huldigung an die Jungfrau Maria bilden. Auf der gegenüberliegenden Seite ist die mystische Vermählung der hl. Katharina von Alexandrien zwischen musizierenden Engeln dargestellt, dazu eine thronende Jungfrau Maria. Darüber befinden sich Reste einer Szene der Vermählung Marias und Josefs. Im zweiten Joch, dessen Bemalung durch den Einbau des Orgelgehäuses im 17. Jahrhundert verlorengegangen ist, finden sich an den Pfeilern Abbildungen von Petrus Martyr und des hl. Bernhardin von Siena. Am folgenden Pfeiler befindet sich eine Madonna mit Jesuskind, in Auftrag gegeben durch Comino Lissignolis, und ein hl. Sigismund von Burgund. Im dritten Joch kann man eine heterogene Schichtung von Fresken verschiedener Stilrichtungen in zwei Registern erkennen. Beim ältesten Bild handelt es sich um eine Madonna mit Jesuskind vor dem Hintergrund eines roten Vorhangs, die auf das 13. Jahrhundert zu datieren ist. Daneben befindet sich die unvollständige Darstellung einer thronenden Madonna. Schließlich erscheint darüber eine Verkündigungsszene, die vom künstlerischen Einfluss aus Verona gekennzeichnet ist. Im unteren Register erkennt man eine Abfolge von Heiligen in drei Gemälden. Im ersten erscheint Bernhardin von Siena neben einem unidentifizierbaren Heiligen, im zweiten der hl. Vinzenz Ferrer und im dritten die hl. Monika. Auf dem letzten Wandpfeiler erkennt man die hll. Antonius Abbas und Franz von Assisi, 1495 datiert, und einen heiligen Ritter, der 1497 von Begniota, der Gattin von Bonifatius de Toselis bei einem lokalen Künstler in Auftrag gegeben wurde.

#### Sakristei
Die Wände der Sakristei sind mit einem Freskenzyklus zu den Aposteln verziert, der nicht zu Ende gebracht wurde. Ein Teil ist komplett ausgeführt, der Rest nur als Sinopien.

#### Schmuckfries unter dem Dachgebälk
Ein Schmuckfries, in dem sich Büsten der Apostel mit franziskanischen Heiligen abwechseln, zieht sich unterhalb des Dachgebälks um die oberen Kirchenwände. Über dem Triumphbogen zum Chor befindet sich das Medaillon des hl. Petrus, der das Patrozinium der Kirche innehat. Diese Art von Dekor spiegelt den typischen Stil der Renaissance des 15. Jahrhunderts wieder.

#### Altargemälde
In der Kirche finden sich vier Altargemälde aus der Zeit als die Kirche den Augustiner-Chorherren unterstand. In der Kapelle des Allerheiligsten Altarsakraments findet sich die Danksagung an die Madonna vom Rosenkranz für den Sieg über die Türken. Dieses Werk wird dem frühbarocken Maler Francesco Giugno aus Brescia zugeschrieben. Das zweite Bild, eine Darstellung von Gottvater mit den hll. Andreas, Karl Borromäus, Augustinus, Ursula und Antonius Abbas wurde wahrscheinlich von Antonio Gandino aus Brescia gemalt. In der Sakristei befindet sich das Gemälde der Madonna mit dem Jesuskind, Petrus und Paulus. Die hypothetische Urheberschaft liegt hier bei Domenico Carpinoni aus Clusone. Die vierte Leinwand zeigt den Gekreuzigten mit der Madonna, Maria Magdalena, dem Evangelisten Johannes und die aus dem Fegefeuer geretteten Seelen. Zeitlich einzuordnen in die Zeit zwischen Rokoko und Neoklassizismus kann das Altarbild Sante Cattaneo aus Salò zugeschrieben werden.

#### Die Orgel
Zu den kostbaren Kunstwerken muss auch das barocke Orgelgehäuse gezählt werden, das heute eine von Daniele Giani 2016 konstruierte Orgel enthält, welche Teile der vorhergehenden Orgel des 20. Jahrhunderts der Werkstatt Antegnati wiederverwendete.

### Der Saal der Disciplini
Der Saal, in welchem die Bruderschaft der Disciplini zusammenkam und der sich an die Ostseite der Kirche anlehnt, wurde zwischen 1500 und 1509 erbaut und ausgeschmückt; einer der Mäzene war Giuliano Fenaroli. Die Bruderschaft hatte sich dem Vorbild von Maria Magdalena verschrieben, die den Willen zeigte, Jesus trotz eines vorher von Sünden belasteten Lebens nachzufolgen. Auch der reiche Bilderschmuck des Saals folgt dieser spirituellen Ausrichtung mit seinem Fokus auf dem Leidensweg und dem Sterben Jesu und der Notwendigkeit der Sühne.
Jede Wand war vollständig mit Fresken der Passion und der Auferstehung in zwei Bändern verziert, die jeweils links oben begannen, dann unten zu lesen waren, um dann an der nächsten Wand wieder oben mit der Lektüre zu beginnen. Leider sind zahlreiche Fresken durch die Nutzung als Wohnraum bis 1990 durch Umbauten verloren gegangen. Es fällt sofort auf, dass einige Fresken farbig ausgeführt sind, andere dagegen nicht, obwohl sie einen einheitlichen Zyklus bilden. Bei den schwarz-weißen Fresken handelt es sich um sog. „Sinopien“, also Vorbereitungsskizzen, die vor der Ausführung des farbigen Freskos angefertigt wurden, um die richtigen Proportionen des endgültigen Freskos festzulegen. Teilweise sind allerdings Details ausgeführt, die auf später überdeckten Entwürfen nichts zu suchen hätten (z. B. die Haare oder die Augen der Dargestellten, die Gewandfalten oder Architekturen im Hintergrund). So ist es wahrscheinlich, dass manche Fresken absichtlich in Schwarzweiß belassen wurden, weil die zur Verfügung stehenden Mittel für die farbige Version mit teuren Naturfarbstoffen und manchmal auch Silber und Gold nicht ausreichten.
Die Fresken weisen die gleichen Stilmerkmale wie diejenigen der Kirche San Bernardo in Provaglio auf und können einer um 1510 wirkenden Gruppe von wandernden Künstlern zugeschrieben werden. Diese scheint zu dieser Zeit zwischen Trient, Bergamo und dem Veneto tätig gewesen zu sein.

#### Östliche Wand
In schlechtem Erhaltungszustand erkannt man als Sinopien im oberen Register die Geburt Jesu mit dem Kind in einer Art Wiege und den Kindermord von Betlehem. Im unteren Register ist die Taufe Jesu zu erkennen, wobei über dem Kopf Jesu eine Taube schwebt und ein Engel sein Gewand hält.

#### Südliche Wand
Im oberen Register befinden sich als Sinopien das letzte Abendmahl (stark beschädigt, da sich an dieser Stelle ein Kamin befand) und die Fußwaschung. Farbig ausgeführt sind dann das Gebei Jesu im Garten Gethsemane, die Verhaftung Jesu mit dem Kuss des Judas und das Verhör Jesu vor dem Hohenpriester. Im unteren Register sind die Fresken durch den Einbau von Türen und Fensteröffnungen zerstört, nur das Urteil des Pilatus ist erkennbar an dem kleinen Becken, in dem er sich die Hände wäscht.

#### Westliche Wand
Im oberen Register finden sich als farbige Fresken der Kreuzweg nach Golgota mit der hl. Veronika, die Kreuzigung und die Kreuzabnahme. Die Abbildung des unteren Registers ist die einzige, die nicht zum Zyklus gehört. Hier sieht man von rechts eine Gruppe weiß gekleideter Disciplini mit roten Kreuzen sowie links einen hl. Rochus, der auf seine Pestbeule deutet.

#### Nördliche Wand
Hier befinden sich im oberen Register als Sinopien die Auferstehung Christi, der Abstieg in die Unterwelt und die Befreiung Adams und Evas sowie der Besuch der drei Frauen am leeren Grab. Die Erscheinung Christi vor Maria Magdalena ist schon stark zerstört, weitere Abbildungen sind nicht mehr identifizierbar. Das untere Register ist durch den Einbau von Fenstern nahezu komplett zerstört, nur Teile des Pfingstwunders sind dazwischen zu erahnen.

## Die Kulturstiftung
Die Kulturstiftung Fondazione culturale San Pietro in Lamosa Onlus, welche auf Initiative der Gemeinde Provaglio d'Iseo entstand, aber vollkommen autonom agiert, hat sich zur Aufgabe gesetzt, das mittelalterliche Kloster San Pietro in Lamosa aufzuwerten im Rahmen einer Aufwertung des gesamten Gebiets der Franciacorta und des Südufers des Iseosees. Diese soll nachhaltigen Kriterien folgen.

## Bibliographie
- Associazione amici del monastero: Il monastero di S. Pietro in Lamosa a Provaglio d’Iseo. Provaglio d’Iseo, o. J.
- Laura del Bono, San Pietro in Provaglio: un pregevole palinsesto pittorico, in: Brixia Sacra - Memorie della diocesi di Brescia - Terza Serie, Band IX, Heft 3-4, Associazione per la storia della Chiesa bresciana, Brescia 2004, S. 103–141.
- Giovanni Donni, Luoghi di culto e di carità nelle pievi di Franciacorta, in: Brixia Sacra - Memorie della diocesi di Brescia - Terza Serie, Band VI, Heft 3-4, Associazione per la storia della Chiesa bresciana, Brescia 2001, S. 309–323.
- Fondazione Culturale San Pietro in Lamosa Onlus, Il cippo del monastero, in: La Mappa Del Tesoro. Materiali Per Un Museo Nel Territorio, Scheda 12, 2004.
- Fondazione Culturale San Pietro in Lamosa Onlus, Comune di Provaglio d’Iseo (Hrsg.): Un monastero da rivivere. Guida al monastero di San Pietro in Lamosa, (Provaglio d’Iseo, Monastero San Pietro in Lamosa, April – Mai 2011), La Quadra, 2012.
- B. Foresti, V. Frigerio, Progetto per un ex monastero: riflessioni tra storia e natura, Bachelorarbeit, Politecnico di Milano, 2001, Berichterstatter M. Albini.
- A. Laurora, Il priorato cluniacense di San Pietro di Provaglio nella vita civile e religiosa del territorio bresciano tra XI e XV sec., Bachelorarbeit, Università Cattolica del Sacro Cuore di Brescia, 1988, Berichterstatter G. Andenna.
- L. Ongaro, Il monastero di S. Pietro in Lamosa Provaglio d’Iseo. Restauro delle pareti murali della Chiesa, Diplomarbeit erster Ebene in Restaurierung, Libera Accademia di Belle Arti, 2007, Berichterstatterin E. Pedrett.
- Franco Pagnoni, Storia di un monastero. San Pietro in Lamosa di Provaglio d’Iseo, Gruppo editoriale Delfo, Brescia 1999.
- M. Pavia, Conservazione di un bene culturale. La chiesa del monastero di San Pietro in Franciacorta, Bachelorarbeit, Politecnico di Milano, 1994.
- S. Rubagotti, San Pietro in Lamosa e le sue pitture medioevali, Bachelorarbeit, Università degli studi di Verona, 2020, Berichterstatterin T. Franco.
- Fulvio Sina, Angelo Valsecchi (Hrsg.): San Pietro in Lamosa in Provaglio d’Iseo. Storia e arte, Associazione Amici del Monastero, Provaglio D’Iseo 2004.
- Giovanni Spinelli, L’ospitalità nei monasteri cluniacensi della Lombardia orientale, in: Brixia Sacra - Memorie della diocesi di Brescia - Terza Serie, Band VI, Heft 3-4, Associazione per la storia della Chiesa bresciana, Brescia 2001, S. 173–191.